# Goodrichthys
Goodrichthys is een geslacht van uitgestorven kraakbeenvissen uit de Glencartholm Volcanic Beds-formatie (Upper Border Group) uit het Carboon van Schotland.
In 1936 benoemde James Allan Moy-Thomas de typesoort Goodrichia eskadelensis. De geslachtsnaam eert Edwin Stephen Goodrich. De soortaanduiding verwijst naar de vindplaats Eskdale. Omdat de geslachtsnaam al bezet bleek, hernoemde hij die in 1951 tot Goodrichthys.
Het holotype is NMS 1950.38.46, een anderhalve meter lange romp. Een knol met tanden werd ook aan dit nummer toegewezen; die is of verloren gegaan of is van een ander dier.